# Coppa del Mondo giovani di slittino 2003
La Coppa del Mondo giovani di slittino 2002/2003 fu la sesta edizione del circuito mondiale dello slittino relativo alla categoria giovani, manifestazione organizzata annualmente dalla FIL; iniziò il 14 dicembre 2002 ad Innsbruck in Austria e si concluse l'8 febbraio 2003 ad Altenberg in Germania e si svolse in contemporanea alla medesima competizione riservata agli juniores. Si disputarono dieci gare: cinque prove nel singolo donne ed altrettante nel singolo uomini in cinque differenti località.
Le coppe di cristallo, trofeo conferito ai vincitori del circuito, furono assegnate alla tedesca Natalie Geisenberger per quanto concerne il singolo donne ed al connazionale Peter Fischer nel singolo uomini.

## Calendario
| Tappa  | Località  | Pista                           | Data                        | Singolo | Singolo |
| Tappa  | Località  | Pista                           | Data                        | Donne   | Uomini  |
| ------ | --------- | ------------------------------- | --------------------------- | ------- | ------- |
| 1      | Innsbruck | Olympia Eiskanal Innsbruck-Igls | 14–15 dicembre 2002         | ●       | ●       |
| 2      | Calgary   | Pista del Canada Olympic Park   | 10–11 gennaio 2003          | ●       | ●       |
| 3      | Park City | Utah Olympic Park               | 18–19 gennaio 2003          | ●       | ●       |
| 4      | Oberhof   | Pista di Oberhof                | 31 gennaio–1º febbraio 2003 | ●       | ●       |
| 5      | Altenberg | Eiskanal Altenberg              | 8 febbraio 2003             | ●       | ●       |
| Totale | Totale    | Totale                          | Totale                      | 5       | 5       |

## Risultati

### Singolo donne
| Data             | Località  | Nazione     | Prima classificata            | Seconda classificata          | Terza classificata        | RU    |
| ---------------- | --------- | ----------- | ----------------------------- | ----------------------------- | ------------------------- | ----- |
| 14 dicembre 2002 | Innsbruck | Austria     | Natalie Geisenberger Germania | Sindy Linke Germania          | Megan Sweeney Stati Uniti | [ 2 ] |
| 10 gennaio 2003  | Calgary   | Canada      | Natalie Geisenberger Germania | Monica Gorham Canada          | Erin Hamlin Stati Uniti   | [ 3 ] |
| 18 gennaio 2003  | Park City | Stati Uniti | Erin Hamlin Stati Uniti       | Allyson Berbert Stati Uniti   | Megan Sweeney Stati Uniti | [ 4 ] |
| 31 gennaio 2003  | Oberhof   | Germania    | Astrid Scharfe Germania       | Natalie Geisenberger Germania | Sindy Linke Germania      | [ 5 ] |
| 8 febbraio 2003  | Altenberg | Germania    | Sindy Linke Germania          | Natalie Geisenberger Germania | Astrid Scharfe Germania   | [ 6 ] |

### Singolo uomini
| Data             | Località  | Nazione     | Primo classificato              | Secondo classificato     | Terzo classificato       | RU     |
| ---------------- | --------- | ----------- | ------------------------------- | ------------------------ | ------------------------ | ------ |
| 15 dicembre 2002 | Innsbruck | Austria     | Georg Hölzl Germania            | Peter Fischer Germania   | Johannes Ludwig Germania | [ 7 ]  |
| 11 gennaio 2003  | Calgary   | Canada      | Peter Fischer Germania          | Matthew Babinec Canada   | Nick Olson Canada        | [ 8 ]  |
| 19 gennaio 2003  | Park City | Stati Uniti | Christopher Mazdzer Stati Uniti | Garon Thorne Stati Uniti | Gwyn Lewis Canada        | [ 4 ]  |
| 1º febbraio 2003 | Oberhof   | Germania    | Peter Fischer Germania          | Johannes Ludwig Germania | Georg Hölzl Germania     | [ 9 ]  |
| 8 febbraio 2003  | Altenberg | Germania    | Peter Fischer Germania          | Johannes Ludwig Germania | Georg Hölzl Germania     | [ 10 ] |

## Classifiche

### Singolo donne
| Pos. | Nome                 | Nazione     | Risultati ottenuti | Risultati ottenuti | Risultati ottenuti | Risultati ottenuti | Risultati ottenuti | Punti totali |
| Pos. | Nome                 | Nazione     | INN                | CAL                | PAC                | OBE                | ALT                | Punti totali |
| ---- | -------------------- | ----------- | ------------------ | ------------------ | ------------------ | ------------------ | ------------------ | ------------ |
| 1    | Natalie Geisenberger | Germania    | 1                  | 1                  | –                  | 2                  | 2                  | 370          |
| 2    | Megan Sweeney        | Stati Uniti | 3                  | 4                  | 3                  | 6                  | 5                  | 305          |
| 3    | Erin Hamlin          | Stati Uniti | 8                  | 3                  | 1                  | 11                 | 6                  | 296          |
| 4    | Monica Gorham        | Canada      | –                  | 2                  | 4                  | 5                  | 4                  | 260          |
| 5    | Sindy Linke          | Germania    | 2                  | –                  | –                  | 3                  | 1                  | 255          |
| 6    | Anastasia Young      | Stati Uniti | 13                 | 8                  | 7                  | 9                  | 7                  | 203          |
| 7    | Astrid Scharfe       | Germania    | –                  | –                  | –                  | 1                  | 3                  | 170          |
| 8    | Cornelia Winter      | Stati Uniti | 4                  | 9                  | 6                  | DSQ                | DNF                | 149          |
| 9    | Allyson Berbert      | Stati Uniti | –                  | 6                  | 2                  | –                  | –                  | 135          |
| 10   | Simone Unsinn        | Austria     | 10                 | –                  | –                  | 12                 | 9                  | 107          |

### Singolo uomini
| Pos. | Nome                | Nazione     | Risultati ottenuti | Risultati ottenuti | Risultati ottenuti | Risultati ottenuti | Risultati ottenuti | Punti totali |
| Pos. | Nome                | Nazione     | INN                | CAL                | PAC                | OBE                | ALT                | Punti totali |
| ---- | ------------------- | ----------- | ------------------ | ------------------ | ------------------ | ------------------ | ------------------ | ------------ |
| 1    | Peter Fischer       | Germania    | 2                  | 1                  | –                  | 1                  | 1                  | 385          |
| 2    | Christopher Mazdzer | Stati Uniti | 6                  | 4                  | 1                  | 4                  | 6                  | 320          |
| 3    | Georg Hölzl         | Germania    | 1                  | –                  | –                  | 3                  | 3                  | 240          |
| 3    | Johannes Ludwig     | Germania    | 3                  | –                  | –                  | 2                  | 2                  | 240          |
| 5    | Garon Thorne        | Stati Uniti | 7                  | 5                  | 2                  | DNF                | 24                 | 203          |
| 6    | Gwyn Lewis          | Canada      | –                  | 7                  | 3                  | DNF                | 7                  | 162          |
| 7    | Maximilian Arndt    | Germania    | 8                  | –                  | –                  | 5                  | 4                  | 157          |
| 8    | Wolfgang Kindl      | Austria     | 5                  | –                  | –                  | 6                  | 19                 | 127          |
| 9    | Ondřej Hyman        | Rep. Ceca   | 11                 | –                  | –                  | 7                  | 8                  | 122          |
| 10   | Mark Schmidt        | Stati Uniti | 20                 | 6                  | 6                  | –                  | –                  | 121          |